# Yattendon
Yattendon är en civil parish i Storbritannien.   Den ligger i kommunen West Berkshire i riksdelen England, i den södra delen av landet, 80 km väster om huvudstaden London. Antalet invånare är 369. Arean är 0,63 kvadratkilometer.
Terrängen i Yattendon är mycket platt.